# Legarda (Navarra)
Legarda ist ein Ort und eine Gemeinde (municipio) mit 146 Einwohnern (Stand: 2024) in der autonomen Gemeinschaft Navarra im Norden von Spanien. 

## Lage und Klima
Legarda liegt in ca. 480 m Höhe und ist ca. 13 km (Fahrtstrecke) in südsüdwestlicher Richtung von der Regionalhauptstadt Pamplona entfernt. Durch die Gemeinde führt die Autovía A-12. Das Klima ist gemäßigt bis warm; Regen (ca. 983 mm/Jahr) fällt übers Jahr verteilt.

## Bevölkerungsentwicklung
| Jahr      | 1970 | 1981 | 1991 | 2001 | 2011 | 2021 |
| Einwohner | 135  | 98   | 73   | 83   | 119  | 124  |

## Sehenswürdigkeiten

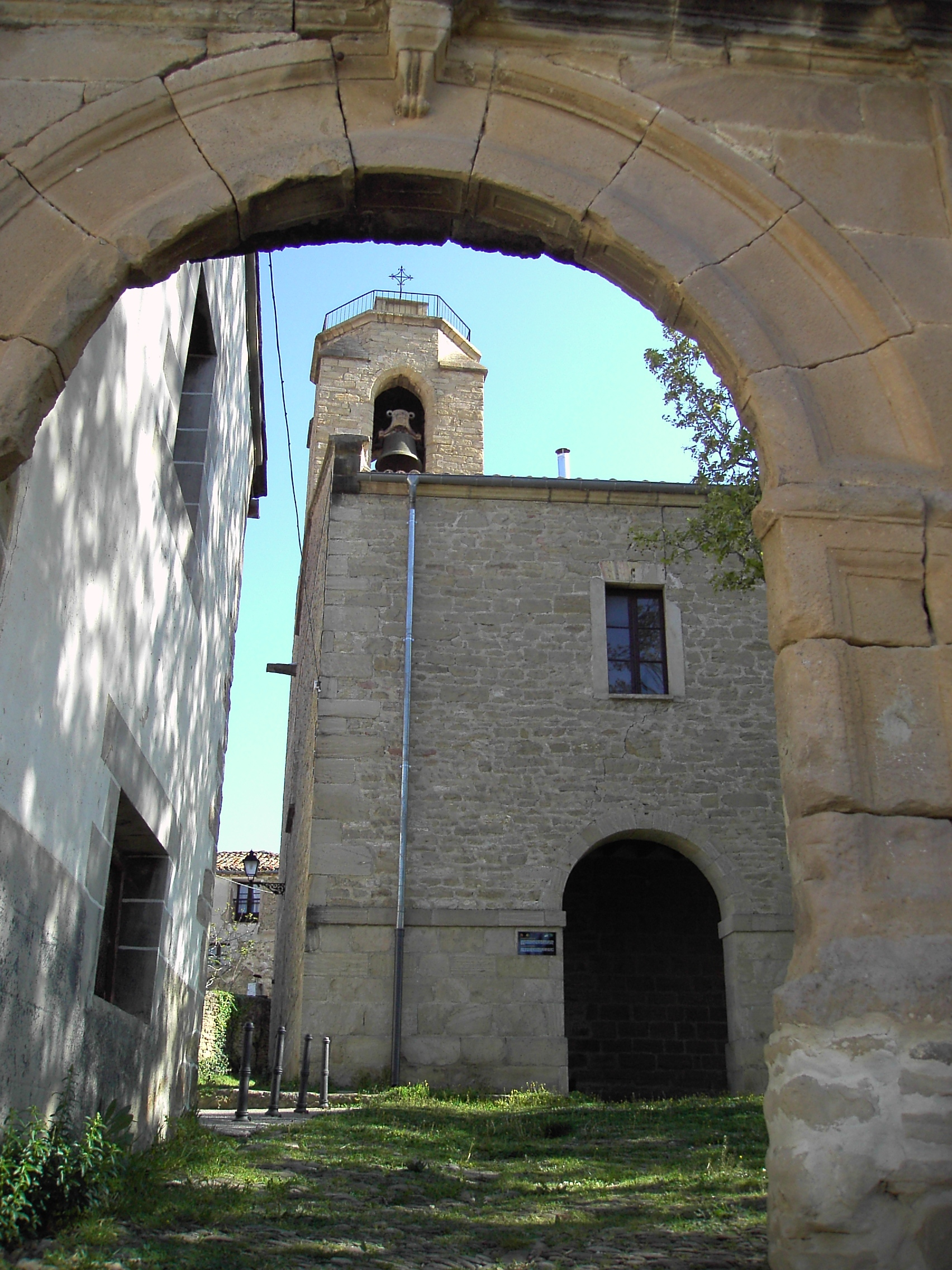
Kirche Mariä Himmelfahrt
- Salvatorkapelle
- Agathenkapelle
- Barbarakapelle

- Kirche Mariä Himmelfahrt